# Заморський департамент Франції
Заморський департамент (фр. département d'outre-mer, скорочено DOM) — департамент Франції, розташований поза французькою метрополією. Заморський департамент має той же політичний статус, що і департаменти метрополії.
Відповідно до прийнятої 1946 р. Конституції Четвертої Республіки, французькі колонії Гваделупа і Мартиніка в Карибському морі, Французька Гвіана в Південній Америці і Реюньйон в Індійському океані визначені як заморські департаменти. Будучи невід'ємною частиною Франції і Європейського союзу, заморські департаменти представлені в Національних зборах, Сенаті, Економічній і соціальній Раді, вибирають членів Європейського Парламенту і мають євро як валюту.
Заморське співтовариство Сен-П'єр і Мікелон було заморським департаментом з 1976 по 1985 роки. Також з 1946 по 1962 роки статус заморського департаменту мав Алжир. За результатами проведеного 29 березня 2009 р. референдуму, заморське співтовариство Майотта стала заморським департаментом 31 березня 2011 р.
З 1982 р, відповідно до політики децентралізації французького уряду, в заморських департаментах вибираються регіональні ради, що володіють повноваженнями, аналогічними радам департаментів метрополії. В результаті перегляду конституції 2003 в обіг введено термін «заморський регіон», проте насправді законодавство не віддає переваги одному з найменувань. Новий термін практично не використовується у французьких ЗМІ.